# Salarias patzneri
Salarias patzneri är en fiskart som beskrevs av Hans Bath 1992. Salarias patzneri ingår i släktet Salarias och familjen Blenniidae. Inga underarter finns listade i Catalogue of Life.